# 邓子敬
邓子敬（1943年12月6日—2023年1月2日），男，汉族，广东海口（今属海南）人，中国画家，广东画院画家，一级美术师。

## 家庭
弟弟邓子芳、邓子平。